# Philodromus lunatus
Philodromus lunatus es una especie de araña cangrejo del género Philodromus, familia Philodromidae. Fue descrita científicamente por Muster & Thaler en 2004.

## Distribución
Esta especie se encuentra en Croacia, Albania, Grecia, Chipre, Turquía.